# Cnesmone
Cnesmone é um género botânico pertencente à família Euphorbiaceae.
Plantas distribuidas em Assam, sul da China, Sudeste asiático, e oeste da Malesia.

## Sinonímia
- Cenesmon Gagnep.
- Cnesmosa Blume var. ortográfica.

### Espécies
Constituido por treze espécies:
| - Cnesmone anisosepala - Cnesmone glabrata - Cnesmone hainanensis - Cnesmone javanica - Cnesmone laotica - Cnesmone laevis - Cnesmone linearis | - Cnesmone mairei - Cnesmone peltata - Cnesmone philippinensis - Cnesmone poilanei - Cnesmone subpeltata - Cnesmone tonkinensis |

## Nome e referências
Cnesmone Blume